# Felipe Gutiérrez y Espinosa
Felipe Gutiérrez y Espinosa (* 26. Mai 1825 in San Juan; † 27. November 1899 ebenda) war ein puerto-ricanischer Komponist.
Espinosa erhielt ersten Musikunterricht von seinem Vater und bildete sich dann autodidaktisch weiter. 1845 wurde er Musiker, 1853 Kapellmeister im Orchester des Regimiento de Iberia. 1856 entstand als erste Oper mit einem Stoff aus dem karibischen Raum Guaroex nach La Palma del Cacique von Alejandro Tapia y Rivera. Neben zwei weiteren Opern und einer Zarzuela komponierte Espinosa zahlreiche kirchenmusikalische Werke sowie Tänze und Lieder. Von 1858 bis 1898 war er Kapellmeister an der Capilla de la Santa Iglesia Catedral von San Juan. Daneben betätigte er sich als Dirigent und gründete eine Musikakademie, an der er Musiktheorie, Solfège, Gesang und Instrumentalmusik unterrichtete.